# Shotacon

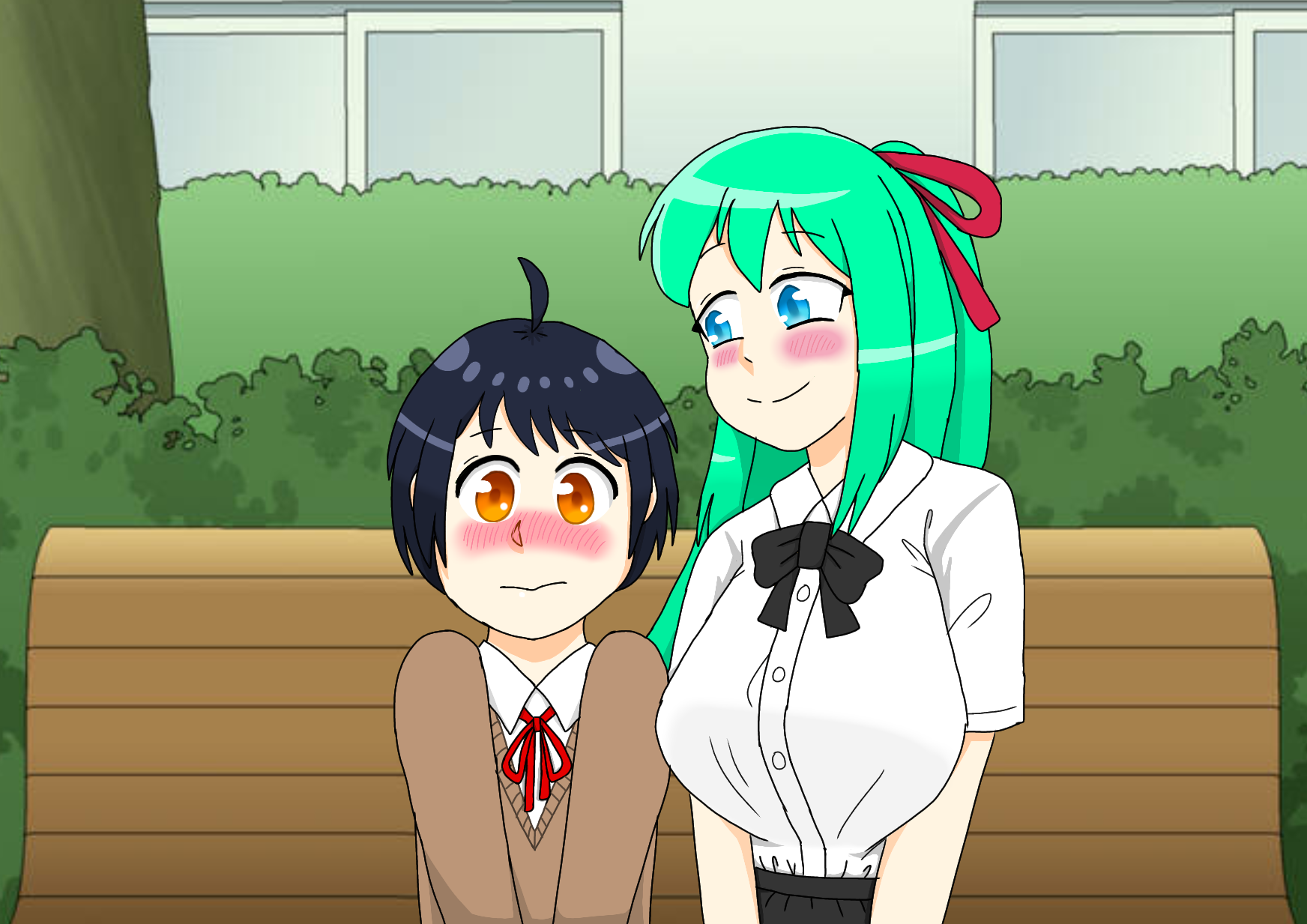
Hình minh họa một nhân vật nữ lớn tuổi bị thu hút bởi shota, đặc trưng của shotacon.

Shotacon (ショタコン: shotakon), viết tắt của phức cảm Shōtarō (正太郎コンプレックス, shōtarō konpurekkusu). Nó đề cập đến một thể loại manga và anime trong đó các nhân vật nam trước tuổi dậy thì hoặc khiêu dâm được mô tả một cách gợi cảm hoặc khiêu dâm, cho dù trong vai trò rõ ràng của đối tượng thu hút hay vai trò ít rõ ràng hơn của "chủ đề" (nhân vật người đọc) có liên kết. Trong một số câu chuyện, nhân vật nam trẻ tuổi được ghép cặp với một người đàn ông, thường theo một cách đồng tính. Ở những người khác, anh ta được kết hợp với một phụ nữ, cộng đồng chung sẽ gọi là shota thẳng. Shotacon cũng có thể áp dụng cho các nhân vật sau tuổi vị thành niên (thanh thiếu niên hoặc người lớn) với các tính năng neotenic khiến họ trông trẻ hơn tuổi thực. Cụm từ này là một ám chỉ đến nhân vật nam trẻ Shōtarō (正太郎) từ Tetsujin 28-go (được viết lại bằng tiếng Anh với tên mới Gigantor). Thuật ngữ tương đương về việc hấp dẫn tình dục của (hoặc nghệ thuật liên quan đến vai diễn khiêu dâm của) các cô gái trẻ là lolicon.